# Mistrzostwa Świata w Piłce Nożnej 2022 (eliminacje strefy CAF)/Grupa G
Grupa G jest jedną z dziesięciu grup eliminacji drugiej rundy do Mistrzostw Świata 2022. Składa się z czterech niżej wymienionych reprezentacji:
- Ghana
- Południowa Afryka
- Zimbabwe
- Etiopia

Każda drużyna rozegra z każdą dwa mecze (u siebie i na wyjeździe). Mecze rozpoczną się we wrześniu 2021. Drużyna z pierwszego miejsca awansuje do trzeciej rundy.

## Tabela
| Lp. | Drużyna           | M | Mecze | Mecze | Mecze | Bramki | Bramki | Bramki | Pkt |
| Lp. | Drużyna           | M | W     | R     | P     | +      | −      | +/−    | Pkt |
| --- | ----------------- | - | ----- | ----- | ----- | ------ | ------ | ------ | --- |
| 1.  | Ghana             | 6 | 4     | 1     | 1     | 7      | 3      | +4     | 13  |
| 2.  | Południowa Afryka | 6 | 4     | 1     | 1     | 6      | 2      | +4     | 13  |
| 3.  | Etiopia           | 6 | 1     | 2     | 3     | 4      | 7      | −3     | 5   |
| 4.  | Zimbabwe          | 6 | 0     | 2     | 4     | 2      | 7      | −5     | 2   |

## Wyniki
| 3 września 2021 15:00 CEST | Zimbabwe | 0:0(0:0)Raport | Południowa Afryka | Narodowy Stadion Sportowy, Harare Sędzia: Mahmoud Zakaria Mohamed |
|                            |          |                |                   |                                                                   |

| 3 września 2021 21:00 CEST | Ghana · Wakaso 35' | 1:0(1:0)Raport | Etiopia | Cape Coast Sports Stadium, Cape Coast Sędzia: Redouane Jiyed |
|                            |                    |                |         |                                                              |

| 6 września 2021 18:00 CEST | Południowa Afryka · Hlongwane 83' | 1:0(0:0)Raport | Ghana | First National Bank Stadium, Johannesburg Sędzia: Derrick Kasokota Kafuli |
|                            |                                   |                |       |                                                                           |

| 7 września 2021 18:00 CEST | Etiopia · Tamene 90+4' (k.) | 1:0(0:0)Raport | Zimbabwe | Bahir Dar Stadium, Bahyr Dar Sędzia: Bernard Camille |
|                            |                             |                |          |                                                      |

| 9 października 2021 15:00 CEST | Etiopia · Kebede 67' | 1:3(0:1)Raport | Południowa Afryka · 45+1' Mokoena · 71' Mvala · 90+1' Makgopa | Bahir Dar Stadium, Bahyr Dar Sędzia: Shuhoub Abdulbasit |
|                                |                      |                |                                                               |                                                         |

| 9 października 2021 18:00 CEST | Ghana · Kudus 5' · Partey 66' · Ayew 87' | 3:1(1:0)Raport | Zimbabwe · 49' (k.) Musona | Cape Coast Sports Stadium, Cape Coast Sędzia: Pierre Atcho |
|                                |                                          |                |                            |                                                            |

| 12 października 2021 15:00 CEST | Zimbabwe | 0:1(0:1)Raport | Ghana · 31' Partey | Narodowy Stadion Sportowy, Harare Sędzia: Amin Omar |
|                                 |          |                |                    |                                                     |

| 12 października 2021 18:00 CEST | Południowa Afryka · Kebede 11' (sam.) | 1:0(1:0)Raport | Etiopia | First National Bank Stadium, Johannesburg Sędzia: Georges Gatogato |
|                                 |                                       |                |         |                                                                    |

| 11 listopada 2021 14:00 CET | Etiopia · Kebede 72' | 1:1(0:1)Raport | Ghana · 22' Ayew | Orlando Stadium, Johannesburg (Południowa Afryka) Sędzia: Blaise Yuven Ngwa |
|                             |                      |                |                  |                                                                             |

| 11 listopada 2021 20:00 CET | Południowa Afryka · Mokoena 26' | 1:0(1:0)Raport | Zimbabwe | First National Bank Stadium, Johannesburg Sędzia: Sadok Selmi |
|                             |                                 |                |          |                                                               |

| 14 listopada 2021 14:00 CET | Zimbabwe · Mahachi 39' | 1:1(1:0)Raport | Etiopia · 86' Nassir | Narodowy Stadion Sportowy, Harare Sędzia: Mohamed Ali Moussa |
|                             |                        |                |                      |                                                              |

| 14 listopada 2021 20:00 CET | Ghana · Ayew 33' (k.) | 1:0(1:0)Raport | Południowa Afryka | Cape Coast Sports Stadium, Cape Coast Sędzia: Maguette N'Diaye |
|                             |                       |                |                   |                                                                |

## Strzelcy
3 gole
- André Ayew

2 gole
- Getaneh Kebede
- Thomas Partey
- Teboho Mokoena

1 gol
- Abubeker Nassir
- Aschalew Tamene
- Mohammed Kudus
- Wakaso Mubarak
- Bongokuhle Hlongwane
- Evidence Makgopa
- Mothobi Mvala
- Kudakwashe Mahachi
- Knowledge Musona

Gole samobójcze
- Getaneh Kebede (dla Południowej Afryki)